# Partido Trenque Lauquen
Trenque Lauquen ist ein Partido im Westen der Provinz Buenos Aires in Argentinien. Laut einer Schätzung von 2019 hat der Partido 46.336 Einwohner auf 5.500 km². Der Verwaltungssitz ist die Ortschaft Trenque Lauquen.

## Orte
Trenque Lauquen ist in 6 Ortschaften und Städte, sogenannte Localidades, unterteilt.
- Trenque Lauquen
- Treinta de Agosto
- Beruti
- Girodias
- La Carreta
- Garré